# Juan José Porter y Casanate
Juan José Porter y Casanate (Zaragoza, c. 1610 – 22 de julio de 1677) fue un jurista y cronista español, cronista mayor de Aragón entre 1669 y 1677.

## Vida
Procedente de un linaje aragonés importante, era hijo de Juan Porter, fiscal de la Real Audiencia de Zaragoza, y hermano de Pedro Porter, almirante, explorador de California y Capitán general de Chile. Estudió Jurisprudencia en la Universidad de Salamanca, donde también fue docente de Derecho. También fue nombrado juez de Ecuestas en 1637 y maestro racional en Zaragoza. De vuelta en Zaragoza, se licenció en Leyes el 17 de diciembre de 1657 y allí consiguió su doctor en Derecho el 27 de enero de 1658.
Interesado por la historia, tras la jubilación de Francisco Diego de Sayas y Ortubia en 1669, presentó un Memorial ante la Diputación del Reino solicitando el cargo de cronista mayor de Aragón. Le fue concedido el 14 de mayo de 1669, pero tuvo que compartir el cargo y el sueldo con Sayas hasta el 27 de abril de 1672, cuando su cargo fue confirmado por Carlos II. Poco después de su nombramiento pidió licencia para ir a Madrid por cuatro meses, para solucionar unos asuntos personales. Durante su ausencia en 1673, Diego José Dormer sustituyó como interino a Porter; Dormer acabaría siendo el sucesor de Porter en el cargo en 1677.
Además de su trabajo como cronista, Porter accedió a partir de 1674 al cargo de secretario de la Diputación del Reino, que simultaneaba con su primer trabajo.

## Obra
Porter es conocido principalmente por sus Anales del Reyno de Aragón, del que solo se conserva una copia del primer volumen manuscrito en la Biblioteca Nacional, probablemente realizada en época de Felipe V. Los anales tratan sobre el reinado de Felipe IV y la guerra en Cataluña hasta 1640; también explica en detalle los enfrentamientos en Francia y el norte de Italia en la década de 1630. Los escritos muestran una clara tendencia austracista, por la que Porter trataría de justificar los hechos que llevaron a la guerra y la actitud de la casa real frente a la Francia de Richelieu. Porter también era partidario de la Unión de Armas del Conde-Duque de Olivares.
- Juris et facti allegatio in causa propia, Zaragoza, Cristóbal de la Torre, 1637;
- Carta al traductor del libro de la Idea de la constancia y perfección cristiana dibujado en la vida del glorioso mártir San Eustaquio, Zaragoza, 1662;
- Sermón predicado por el R.P. Fran Francisco de San Agustín, Definidor general de Agustinos Descalzos de España e Indias por la provincia de Aragón, que dedicó al Sr. D. Pedro Coloma, del Consejo de S.M., su Secretario en el Supremo de Italia de la negociación de Sicilia, Madrid, Diego Díaz de la Carrera, 1663;
- Memorial a los Diputados del reino de Aragón suplicando la plaza de Cronista del mismo, Zaragoza, 1669;
- Anales del Reyno de Aragón que contienen las guerras de Cataluña en tiempos de Felipe IV.